# Ростен, Тристан де
Тристан де Ростен (фр. Tristan de Rostaing; 15 января 1513, Сюри-ле-Конталь — 17 марта 1591, замок Онуа) — французский государственный деятель.

## Биография
Четвертый сын Жана де Ростена, дворянина Палаты короля, приближенного герцогов Бурбонских, и Жанны де Шартр.
Сеньор де Тьё, де Воз-Апни, барон де Бру, де Ла-Герш, де Вильмомбль, и прочее.
Капитан пятидесяти тяжеловооруженных всадников. Его доблести и личным заслугам дом де Ростен, в основном, обязан своим возвышением.
Отец оставил ему сумму, достаточную, чтобы вести придворную жизнь. Воспитывался как паж у коннетабля Монморанси, который затем передал его Шарлю Французскому, герцогу Орлеанскому, третьему сыну Франциска I. Ростен оказал ему добрые услуги и в 1539 году был назначен магистром гардероба. Принц добился для него должностей королевского наместника в Бурбонне и Верхнем и Нижнем Ла-Марше. Ростен сопровождал герцога при завоевании части Люксембурга и во многих других предприятиях, и стал одним из самых близких его фаворитов. Во время пребывания двора в Амбуазе герцог узнал, что на городском мосту по вечерам часто собираются разные мошенники, и отправился на них посмотреть, в надежде хорошенько кого-нибудь поколотить, но сам едва не лишился жизни, спасшись благодаря Ростену, который при этом был серьезно ранен.
После смерти своего господина, произошедшей в 1545 году, вернулся в графство Форе, откуда был родом, и где король в сентябре 1543 пожаловал ему шателению в Сюри-ле-Контале, но вскоре снова отправился ко двору. В 1548 году пожалован в рыцари ордена короля.
Генрих II, еще будучи дофином, принял Ростена на службу и назначил дворянином своей Палаты. Оставался в этой должности при Франциске II и Карле IX, и оказал услуги столь значительные, что Екатерина Медичи сделала его одним из своих ближайших советников. Он сыграл важную роль в мирных переговорах, проходивших перед осадой Орлеана, куда королева-мать послала его, чтобы содействовать герцогу де Гизу, за несколько дней до того, как тот получил свою знаменитую рану, что случилось на глазах у Ростена.
Жалованной грамотой, данной 3 марта 1563 в Фонтенбло, назначен великим магистром и главным исправителем вод и лесов Франции. Также был королевским камергером, капитаном ордонансовой роты из ста тяжеловооруженных всадников, генеральным наместником Иль-де-Франса, капитаном и сюринтендантом зданий и замков Фонтенбло (14.09.1570) и Мелёна, в котором, по словам Отца Ансельма выдержал две осады войсками Католической лиги в 1588 и 1589 годах. Пуллен де Сен-Фуа пишет, что в ходе первой осады лигеры сыпали в его адрес угрозами, если Ростен промедлит со сдачей, но тот ответил, что слишком стар для того, чтобы дрожать от страха, и считал бы почетным пожертвовать последними днями своей жизни во имя родины и короля. Лигеры сняли осаду, но скоро вернулись, и на этот раз губернатор не проявил никакого мужества, капитулировав так быстро, что даже не верилось.
Генрих III 21 декабря 1582 пожаловал его в рыцари орденов короля. Наконец, исполненный годами, славой и владениями, Ростен умер в своем замке Онуа близ Провена в возрасте 78 лет и был погребен в церкви Воз-Апни близ Мелёна.

## Семья
Жена (15.06.1544): Франсуаза Роберте (ум. 10.11.1580), единственная дочь Франсуа Роберте, сеньора де Бру и де Ла-Гёрш в Мене, и Жаклин Юро, дамы де Менси и Вильмомбль, внучка Флоримона Роберте. Принесла в приданое баронию Бру, графство Ла-Герш, сеньории Тьё, Нуази-ле-Сек, Вильмомбль, Воз-Апни и Льен-ле-Мелён. Была придворной дамой Екатерины Медичи (1560). Герцог Орлеанский по случаю брака подарил Ростену 9 января 1544 20 000 франков
Дети:
- Шарль (22.09.1573—4.01.1660), маркиз де Ростен. Королевский советник, шеф совета графа Суассонского. Жена (1612): Анна Юро (ум. 1635), дочь Филиппа Юро, графа де Шеверни, канцлера Франции, и Анны де Ту
- Шарлотта (ум. 29.08.1591), придворная дама королевы Луизы Лотарингской. Умерла незамужней в замке Шенонсо, погребена в церкви кордельеров в Амбуазе
- Маргерит (1556—10.1612), придворная дама Екатерины Медичи. Умерла в Ле-Пюи, погребена во Флажаке. Муж 1): Пьер де Леви (ум. после 1578), барон де Кузан, де Кюрез, де Шален-ле-Конталь; 2): Жильбер де Серпан, сеньор де Гондра, лейтенант роты жандармов Филибера де Ла-Гиша, великого магистра артиллерии; 3) (15.02.1586): барон Пьер де Флажак и д'Обюссон, сеньор де Сен-Ромен в Оверни
- Анна. Муж: Рене д'Эскубло, сеньор де Сурди, де Ла-Шапель-Бертран, де Куртери и де Массори-ан-Бри, лейтенант роты жандармов своего тестя